# Mikel Labaka
Mikel Labaka Zurriarain (ur. 10 sierpnia 1980 w Azpeitii) – piłkarz hiszpański narodowości baskijskiej, grający na pozycji środkowego obrońcy. Od 2011 jest zawodnikiem klubu Rayo Vallecano.

## Kariera klubowa
Karierę piłkarską Labaka rozpoczął w klubie Lagun Onak. Następnie podjął treningi w Realu Sociedad z miasta San Sebastián. W 1999 roku stał się członkiem rezerw Realu. Do 2001 roku grał w nich w Tercera División, a następnie awansował do Segunda División B. Przez kolejne dwa sezony nie przebił się do pierwszej drużyny Realu i był dwukrotnie wypożyczany: w sezonie 2002/2003 do Realu Unión Irún z Segunda División B, a w sezonie 2003/2004 do Ciudad de Murcia z Segunda División.
Latem 2004 roku Labaka wrócił do Realu. W Primera División zadebiutował 24 października 2004 w wygranym 2:1 domowym meczu z Mallorką. 31 października 2004 w wyjazdowym spotkaniu z Numancią (2:0) strzelił swojego pierwszego gola w pierwszej lidze Hiszpanii. W debiutanckim sezonie wywalczył miejsce w podstawowym składzie Realu. Na koniec sezonu 2006/2007 spadł z Realem do Segunda División i na tym szczeblu rozgrywek grał przez kolejne trzy sezony. W 2010 roku Labaka z Realem powrócił do Primera División, po tym jak klub z San Sebastián wywalczył mistrzostwo Segunda División.
W 2011 roku Labaka przeszedł do Rayo Vallecano. Zadebiutował w nim 21 września 2011 w domowym meczu z Levante UD (1:2).
| Sezon   | Klub             | Kraj      | Rozgrywki          | Mecze | Bramki |
| ------- | ---------------- | --------- | ------------------ | ----- | ------ |
| 1999/00 | Real Sociedad B  | Hiszpania | Tercera División   | ?     | ?      |
| 2000/01 | Real Sociedad B  | Hiszpania | Tercera División   | ?     | ?      |
| 2001/02 | Real Sociedad B  | Hiszpania | Segunda División B | ?     | ?      |
| 2002/03 | Real Unión Irún  | Hiszpania | Segunda División B | 35    | 1      |
| 2003/04 | Ciudad de Murcia | Hiszpania | Segunda División   | 26    | 2      |
| 2004/05 | Real Sociedad    | Hiszpania | Primera División   | 30    | 3      |
| 2005/06 | Real Sociedad    | Hiszpania | Primera División   | 33    | 1      |
| 2006/07 | Real Sociedad    | Hiszpania | Primera División   | 11    | 0      |
| 2007/08 | Real Sociedad    | Hiszpania | Segunda División   | 25    | 2      |
| 2008/09 | Real Sociedad    | Hiszpania | Segunda División   | 35    | 2      |
| 2009/10 | Real Sociedad    | Hiszpania | Segunda División   | 25    | 2      |
| 2010/11 | Real Sociedad    | Hiszpania | Primera División   | 14    | 0      |
| 2011/12 | Rayo Vallecano   | Hiszpania | Primera División   | 13    | 1      |
| 2012/13 | Rayo Vallecano   | Hiszpania | Primera División   |       |        |